# Palacio fortificado del Prior
El palacio fortificado del Prior se alza detrás de la catedral de San Vicente de la localidad oscense de Roda de Isábena, en el municipio de Isábena.

## Historia
Juan de Borja y de su sobrino Gil de Borja, ocuparon sucesivamente el cargo de prior del claustro de Roda entre los años 1497 y 1545, ambos eran miembros de la Casa de Borja, con influencias en Roma y de donde llegó la influencia del Renacimiento.
El palacio del Prior fue mandado construir por el entonces prior de Roda D. Pedro Agustín sobre el solar donde estaba la “badía antigua” y para ello contrató la obra en 1525 con el “piedra piquero” Antoni Teixidor, natural de Roda, con los siguientes términos:

los muros debían tener “cuatro palmos de anchura y seis ventanas semejantes a las que tenía la casa del camarero”, es decir con alféizar y una garita en la torre. Dos de las ventanas debían ser anchas para dos personas “sentadas a placer” y la garita también debía ser espaciosa.

La Casa Abacial, nombre por el que también es conocido el palacio, por tanto, se construyó en la primera mitad del siglo XVI.
En contra de lo que pudiéramos pensar, a finales del siglo XVI, Roda no vivía una época tranquila, sino todo lo contrario, se vio envuelta en las alteraciones de la Ribagorza por lo que sufrió numerosos expolios, de tal forma que se llegó a tomar la decisión de trasladar las reliquias de San Ramón a Barbastro en el año 1594.
En el siglo XVII, durante la sublevación de Cataluña (1640) se volvieron a producir saqueos en las casas y en la catedral y tampoco la guerra de sucesión española pasó de largo en estas tierras ya que el general francés conde de Staing arruinó la población y derribó sus murallas.
También la guerra de independencia española dejó huella en estas tierras, pues en 1812 se libró una batalla en Roda entre el general francés, barón de Bourke y el general español, barón de Eroles. No quedaron aquí los desastres ya que también las guerras carlistas llegaron hasta ahí.

## Descripción
Por su tipología se puede encuadrar dentro de las casas torreadas que proliferan en el Alto Aragón. Además del poder del obispado, atestigua los momentos de gran inseguridad que se vivieron en los siglos XV y XVI, fundamentalmente debida a los conflictos nobiliarios, a los fronterizos con el reino de Francia, y a la existencia de bandoleros en esta zona con hábitat disperso y, por tanto, insegura.
Se trata de una construcción de grandes dimensiones con casi setecientos metros cuadrados de superficie, con dos torres, una levantada en el noreste, orientada a los caminos que llegan desde Güel, y la otra que es donde se encuentra la fachada principal con la puerta de acceso en el suroeste. Está construida en sillarejo de varios tamaños toscamente labrados con refuerzos de sillería en las esquinas.
La torre suroeste está construida en mampostería, utilizando sillares para elementos decorativos y destacados como los vanos, la puerta principal de acceso, la buharda, etc. La torre es de planta rectangular de unos seis metros y medio por cinco y medio en el exterior y los muros tienen un grosor de casi un metro con lo que en el interior hay cerca de diecisiete metros cuadrados.
La fachada de la torre se orienta al sur, mirando a la calle de acceso desde la Plaza Mayor. Tiene tres plantas de altura. En el primer piso está la puerta de acceso con un arco de medio punto adovelado con un escudo en la clave acabado en punta. En la planta de vivienda, al oeste y al sur hay dos ventanas con dinteles decorados con motivos renacentistas. En las jambas molduras rectas superpuestas originando un derrame hacia el exterior. Sobre el dintel, arco rebajado de descarga.
El último piso es el más interesante ya que tiene una galería abierta mediante tres ventanas de arco de medio punto con dovelas de trazo tosco, siendo la del centro algo más grande que las laterales. La ventana central tiene un bonito matacán de piedra sillar para la defensa de la puerta de entrada al palacio. En la fachada oeste encontramos otros dos elementos defensivos de la torre, son unas aspilleras verticales un poco toscas enmarcadas por lajas.
El resto de las fachadas de la torre repiten el esquema señalado.
Se desconoce si el resto de la torre tenía más aspilleras ya que en el lado norte está el cuerpo del palacio y en su lado este se construyeron otras dependencias para hacer habitable el edificio. La restauración presenta deficiencias en especial en el remate de la torre.
Desde este edificio parte la antigua muralla de Roda de Isábena, cuyo trazado y estructura se conserva en la actualidad.